# William McIntosh
Pour les articles homonymes, voir McIntosh.
William McIntosh ou Tustunnuggee Hutke (1775 – 30 avril 1825) est un homme politique, diplomate, commerçant et chef militaire du peuple creek.

## Biographie
Né d’une mère creek et d’un père américain d’origine écossaise, Tustunnuggee Hutke (« le Guerrier Blanc ») est né dans l’actuel Alabama en 1775.
Il atteint le grade de brigadier-général dans l’Armée américaine.
Il fut également à la tête d’une plantation de coton où vivaient une quarantaine d’esclaves.
Il meurt assassiné (exécuté selon la coutume) par des Creeks des Villes Hautes (Red Sticks c.-à-d. Bâtons Rouges) qui lui reprochent notamment son rôle dans la ratification et dans l'application du traité d'Indian Springs de 1821 puis de celui de 1825.